# Louise Renault
 (décembre 2023).
Si vous disposez d'ouvrages ou d'articles de référence ou si vous connaissez des sites web de qualité traitant du thème abordé ici, merci de compléter l'article en donnant les références utiles à sa vérifiabilité et en les liant à la section « Notes et références ».
Louise Renault est une tireuse française des années 1950 spécialisée en Fosse olympique.

## Palmarès

### Championnats d'Europe
- Championne d'Europe individuelle en 1954 à Paris[1].